# La triple generació
La triple generació anomenada també La Sagrada Família amb Sant Joaquim i Santa Anna davant l'Etern a glòria, és una pintura a l'oli de tema religiós de Francisco de Goya de cap a 1769.
Malgrat que José Manuel Arnaiz (1996) data l'obra entre 1760 i 1763, com a fruit del pas de Goya pel taller de José Luzán, Valeriano Bozal (2005), no considera que es conservi cap obra de Goya d'aquesta època, amb les següents paraules: «Què va aprendre amb Luzán? Una cosa es pot concloure examinant la pintura del mestre, perquè del mateix Goya res es conserva d'aquells anys». És per aquesta raó que és més prudent parlar d'una obra de joventut, però no de formació, i atribuir-li la data de 1768-1769 que donava Josep Gudiol Ricart, quan va fer conèixer el quadre el 1970 amb el nom de Sagrada Família, en localitzar-ho entre les pertinences de Pilar de Alcibar.
El quadre representa la Sagrada Família, és a dir, la Mare de Déu al costat del Nen Jesús i sant Joseph duent la seva vara florida, sota un cel en glòria de resplendor groc ataronjat (color que habitualment representava el sobrenatural) on uns àngels en escorç sostenen uns núvols on es recolza Déu Pare. Sobre seu s'aprecia a l'Esperit Sant representat per un colom. Junt a la Sagrada Família apareixen sant Joaquim i santa Anna contemplant l'escena, formant la «Triple generació» les figures més ancianes que completen l'obra.
El quadre mostra la il·luminació del barroc tardà. El dibuix mostra models que es donaran en altres quadres de Goya, com els caps de Déu Pare i Sant Joaquim, que podem identificar en els quadres que s'han vist sota la Celestina i la seva filla (Fundació March) i sota el Baptisme de Crist.